# São Vicente de Aljubarrota
São Vicente de Aljubarrota is een plaats (freguesia) in de Portugese gemeente Alcobaça en telt 2 267 inwoners (2001).